# Pregarten
Pregarten là một đô thị ở huyện Freistadt bang Oberösterreich, nước Áo. Đô thị này có diện tích 27,8 km², dân số thời điểm ngày 31 tháng 12 năm 2005 là 4854 người..